# Князево (Удомельский район)
Князево — деревня в Удомельском городском округе Тверской области.

## География
Деревня находится в северной части Тверской области на расстоянии приблизительно 20 км на север-северо-запад по прямой от железнодорожного вокзала города Удомля.

## История
Деревня известна с 1478 года. В деревне было 9 дворов (1859), 19 (1886), 19 (1911). Хозяйств было 17 (1958), 6 (1986), 4 (1999). В советский период истории здесь действовали колхозы «Красный Боец», «Первомайский», им. Жданова, «Россия», «Бережок». До 2015 года входила в состав Котлованского сельского поселения до упразднения последнего. С 2015 года в составе Удомельского городского округа.

## Население
Численность населения: 110 человек (1859 год), 110 (1886), 123 (1911), 45 (1958), 12 (1986), 7 (1999), 4 (русские 100 %) в 2002 году, 1 в 2010.